# Otto Paul Burkhardt
Otto Paul Burkhardt (* 24. Dezember 1952 in Heidenheim an der Brenz) ist ein deutscher Autor und Kulturjournalist.

## Leben
Otto Paul Burkhardt studierte an der Eberhard Karls Universität Tübingen Germanistik bei Paul Hoffmann, Musikwissenschaft bei Georg von Dadelsen und Geschichte bei Karl Friedrich Stroheker. Nach dem Abschluss war er als Journalist und Redakteur tätig, seit 2003 wirkt er auch als Buchautor.
Er veröffentlichte Bücher und Beiträge in den Bereichen Theater, Musik und Kunst, u. a. zeithistorische Bände über das Staatsschauspiel Stuttgart und das Landestheater Tübingen. Schwerpunkte waren hier die Schauspiel-Intendanzen von Friedrich Schirmer (1993–2005), Hasko Weber (2005–2013) und Simone Sterr (2005–2014). Neben theater- und musikgeschichtlichen Themen beschäftigt er sich publizistisch mit Regisseuren, Dirigenten, Dramatikern und Bildenden Künstlern. Ein durchgehendes Thema seiner Arbeit sind die Wechselwirkungen zwischen Kultur und Politik. Als Juror im Bereich Schauspiel war er u. a. beim Festival 6tagefrei am Theater Rampe Stuttgart und beim Theaterpreis des Zimmertheaters Tübingen beteiligt.

## Publikationen (Auswahl)
Monografien
- Hans Grischkat und das Musikleben der Stadt Reutlingen. Stadtarchiv, Reutlingen 2003, ISBN 3-933820-56-1 (109 S.).
- 12 Jahre Rote Ecke. Das Buch der Spielzeiten 1993–2005, Schauspiel Staatstheater Stuttgart. Die Intendanz Friedrich Schirmer. Eine Chronik. Staatstheater Stuttgart, Stuttgart 2005, ISBN 3-00-016381-6 (243 S.).
- Gert Koch, Sammlung Würth und neue Arbeiten. Swiridoff, Künzelsau 2012, ISBN 978-3-89929-261-9 (75 S.).
- Im Zeichen der Faust, Schauspiel Stuttgart – Intendanz Hasko Weber. Theater der Zeit, Berlin 2013, ISBN 978-3-943881-24-0 (223 S.).
- mit Simone Sterr (Hrsg.): Kunst ist nicht erlaubnispflichtig. Das Landestheater Tübingen in der Intendanz von Simone Sterr. Theater der Zeit, Berlin 2014, ISBN 978-3-943881-72-1 (175 S.).

Beiträge in Anthologien und Zeitschriften
- Hasko Weber. Der Menschheit große Gegenstände. In: Anja Dürrschmidt, Barbara Engelhardt (Hrsg.): Werk-Stück. Regisseure im Porträt (= Arbeitsbuch). Theater der Zeit, Berlin 2003, ISBN 3-934344-28-3.
- Stephan Kimmig. Dekonstruieren heißt, neu zu Ende denken. In: Anja Dürrschmidt, Barbara Engelhardt (Hrsg.): Werk-Stück. Regisseure im Porträt (= Arbeitsbuch). Theater der Zeit, Berlin 2003, ISBN 3-934344-28-3.
- Marcus Braun. Mit dem Rücken zur Zukunft durch Raum und Zeit. In: Barbara Engelhardt, Andrea Zagorski (Hrsg.): Stück-Werk. Deutschsprachige Dramatik (= Arbeitsbuch). Band 5. Theater der Zeit, Internationales Theaterinstitut Zentrum Bundesrepublik Deutschland, Berlin 2008, ISBN 978-3-940737-07-6.
- Volker Schmidt – „Unbedingt heute“. Blick in den sozialen Mikrokosmos. In: Barbara Engelhardt, Andrea Zagorski (Hrsg.): Stück-Werk (= Arbeitsbuch). Band 5: Deutschsprachige Dramatik. Theater der Zeit, Internationales Theaterinstitut Zentrum Bundesrepublik Deutschland, Berlin 2008, ISBN 978-3-940737-07-6.
- Anspruchsvolle Abenteuerlust. Das Ensemble Phorminx – Porträt eines gemeinsamen Weges. In: Rolf W. Stoll, Thomas Löffler (Hrsg.): ...dass hinfort keine zeit mehr sein soll. Max Beckmanns „Apokalypse“ im Fokus neuer Musik. edition neue zeitschrift für musik, Mainz 2009, ISBN 978-3-7957-0372-1.
- Die Stadt, die Welt und die Musik – Gedanken über regionale Identität. In: Ursula Weber, Artur Ferdinand (Hrsg.): Heimat in Reutlingen. Oertel + Spörer, Reutlingen 2009, ISBN 978-3-88627-442-0.
- Aufbruch zu den Ursprüngen. In: Theater! Arbeit! Heyme! Der Schauspieler, Regisseur und Intendant Hansgünther Heyme (= Arbeitsbuch). Theater der Zeit, Berlin 2015, ISBN 978-3-95749-043-8, S. 34 ff.
- Überfahrten. Von Vertreibung, Flucht und neuen Ufern. In: Max-Himmelheber-Stiftung (Hrsg.): Scheidewege. Jahresschrift für skeptisches Denken. Jahrgang 48, 2018/2019. S. Hirzel, Stuttgart 2018, ISBN 978-3-7776-2739-7.
- Stationen der Geschichte. Vom Unterwegs-Sein. Zeitgenössische Musik. In: 75 Jahre Württembergische Philharmonie Reutlingen. 2019, OCLC 1181958387.
- mit Wolfgang Alber: Sonne, Licht und Farbenglut. In: Reinhold Maas u. a. (Hrsg.): Glasfenster. Winand Victor. Reutlingen 2019, ISBN 978-3-96555-031-5 (journals.wlb-stuttgart.de – Erstausgabe: Schwäbische Heimat, 2013).
- Inmitten der Katastrophe. Sinfonien im und über den Zweiten Weltkrieg. Komponisten zwischen Propaganda und Memento. In: Neue Zeitschrift für Musik. Nr. 1, 2021, ISSN 0945-6945 (musikderzeit.de).
- Theatermusik zwischen Verweisnetz und Sounddesign, Subtext und Gegenklang. In: Positionen. Nr. 126, Februar 2021, ISSN 0941-4711 (library.positionen [PDF]).
- Das große Rauschen. Eine Nachlese der Klänge bei den 100. Donaueschinger Musiktagen. In: Neue Zeitschrift für Musik. Nr. 4, 2021, ISSN 0945-6945.
- Gesänge der Finsternis. Stefano Gervasonis Chorwerk „De Tinieblas“. In: Neue Zeitschrift für Musik. Nr. 4, 2022, ISSN 0945-6945.